# Пале (Босния и Герцеговина)
Па́ле (босн. Pale, серб. Пале / Pale, хорв. Pale) — город в Республике Сербской (Босния и Герцеговина), расположенный в 10 км к юго-востоку от столицы Боснии и Герцеговины Сараева. Пале является центром общины Пале —  одной из 6-ти общин (муниципалитетов) города (городского округа) Источно-Сараево (Восточное Сараево). Горнолыжный курорт.

## История
Пале был известен как столица Республики Сербской во время боснийской войны, по конституции Республики Сербской, Сараево является столицей этой республики, которая, в свою очередь, согласно Дейтонскому мирному договору, является частью Федерации Боснии и Герцеговины. В настоящее время столица фактически перенесена в город Баня-Лука.
До Дейтонского мирного договора Пале был дальним пригородом Сараева, после перераспределения населения по этническому признаку в ходе и после боснийской войны он стал больше походить на город, каким он является сейчас.
Довоенная боснийская часть муниципалитета Пале, известная как Пале-Прача, в настоящее время входит в Федерацию Боснии и Герцеговины (Боснийско-Подринский кантон).

## Название и география
Пале также известен среди своих сербских жителей, как «Сербское Сараево». Тем не менее, между границами самого Сараева и Пале пролегает расстояние около 10 км. Пале продолжают называть Сербским Сараевом, так как после подписания Дейтонского мирного договора само Сараево было признано принадлежащим Федерации Боснии и Герцеговины, а боснийские сербы, проживающие в Сараеве на протяжении многих поколений, хотели сохранить некоторые притязания на город. В попытке отразить принадлежность к Сараеву, укрепить претензии на него, Пале, ближайшее к Сараеву сербское поселение (в пределах Республики Сербской), стал называться Сербским Сараевом, иногда с некоторым сарказмом. В реальности город географически удален от Сараева и не разделяет с ним инфраструктуры: в нём своя собственная почта, здания университета и т. д.

## Население

### 1971 год
Всего 16 119.
- Сербы — 11 230 (69,66 %)
- Мусульмане — 4508 (27,96 %)
- Хорваты — 142 (0,88 %)
- Югославы — 80 (0,49 %)
- Другие — 159 (1,01 %)

### 1991 год
В ходе переписи 1991 года, в общине Пале проживало 16 310 человек, в том числе:
- 11 269 сербов (См. также Сербы в Боснии и Герцеговине)
- 4356 мусульман (боснийцы)
- 394 югославов
- 126 хорватов (См. также Хорваты в Боснии и Герцеговине)
- 165 другие

В самом городе Пале проживало 6797 человек, в том числе:
- 4 915 сербов
- 1 438 мусульман (боснийцев)
- 271 югославов
- 88 хорватов
- 85 других

### 2013 год
Численность населения города по переписи 2013 года составила 12.905  человек, общины — 20 909  человек.

## Образование
В городе работает Экономический факультет Университета Источно-Сараево.

## Достопримечательности
В 10 км от города находится пещера  Орловача, вторая по длине в Боснии и Герцеговине и самая длинная в составе Республики Сербской.